# Boubacar Sanogo
Boubacar Sanogo (sinh ngày 17 tháng 12 năm 1982 ở Dimbokro, Bờ Biển Ngà) là một cầu thủ bóng đá chuyên nghiệp hiện đang đầu quân cho Werder Bremen.

## Sự nghiệp
Sanogo bắt đầu sự nghiệp ở Tunisia rồi sau đó chuyển sang Al-Ain FC ở giải vô địch quốc gia UAE, ở đây anh bắt đầu được biết đến với chức vô địch AFC Champions League và là vua phá lưới ở giải vô địch quốc gia UAE.
Tiền đạo này sau đó chuyển về chơi cho FC Kaiserslautern trong mùa giải 2005-06, ghi 10 bàn trong 24 trận, một màn trình diễn thu hút nhiều sự chú ý của các đội bóng Đức khác.Sau đó anh chuyển về chơi cho Hamburg SV vào mùa hè 2006.
Sau mùa giải 2006-07, anh chuyển về Werder Bremen với mức phí 4,5 triệu euro, mức phí này có thể tăng lên là 6 triệu.Vào ngày 27 tháng 1 năm 2009, Sanogo được đem cho TSG 1899 Hoffenheim mượn cho tới cuối mùa giải, và bàn thắng đầu tiên anh ghi là pha nâng tỉ số lên 2-0 trong trận thắng 2-0 trước Energie Cottbus.